# Únanov

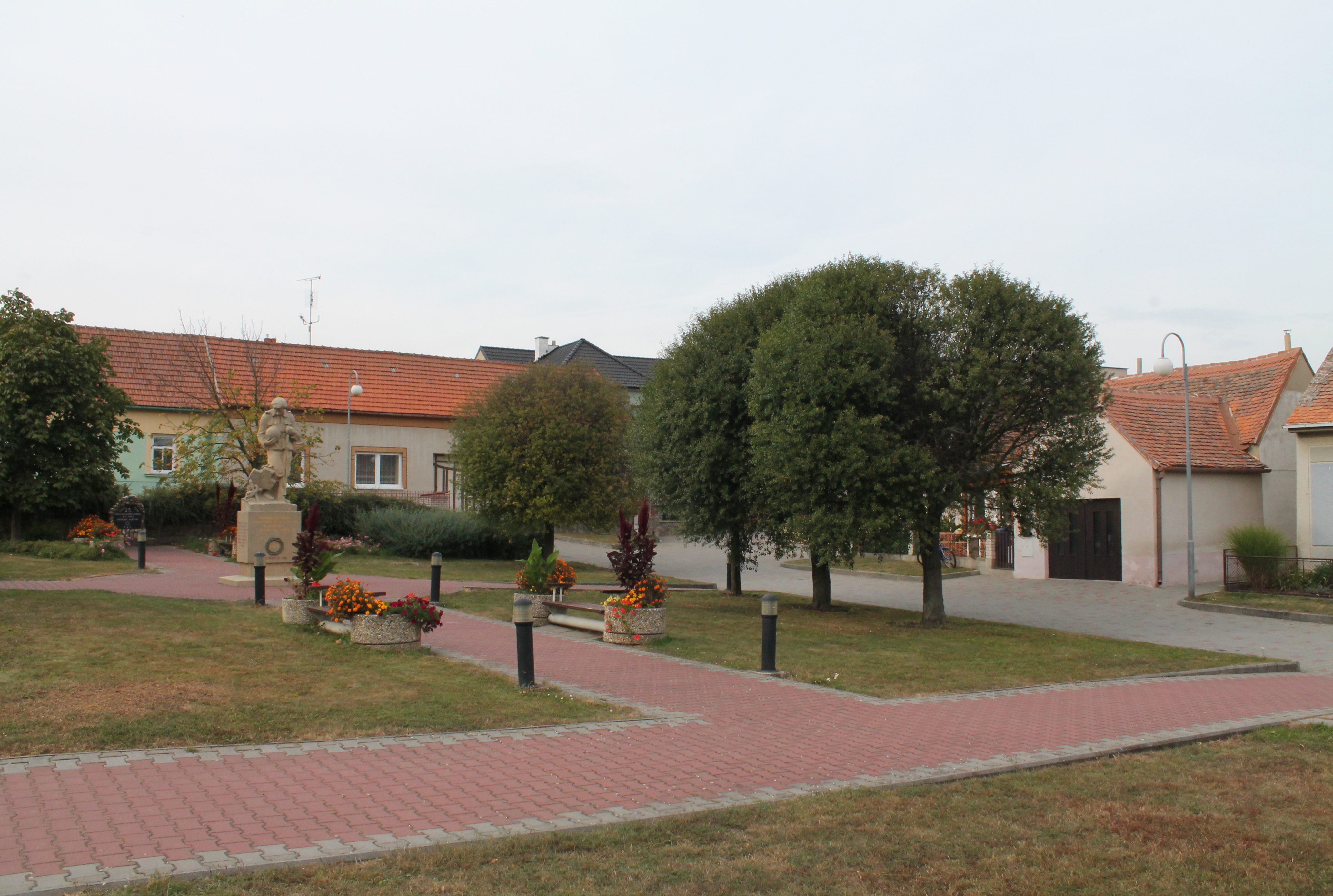
Dorfplatz

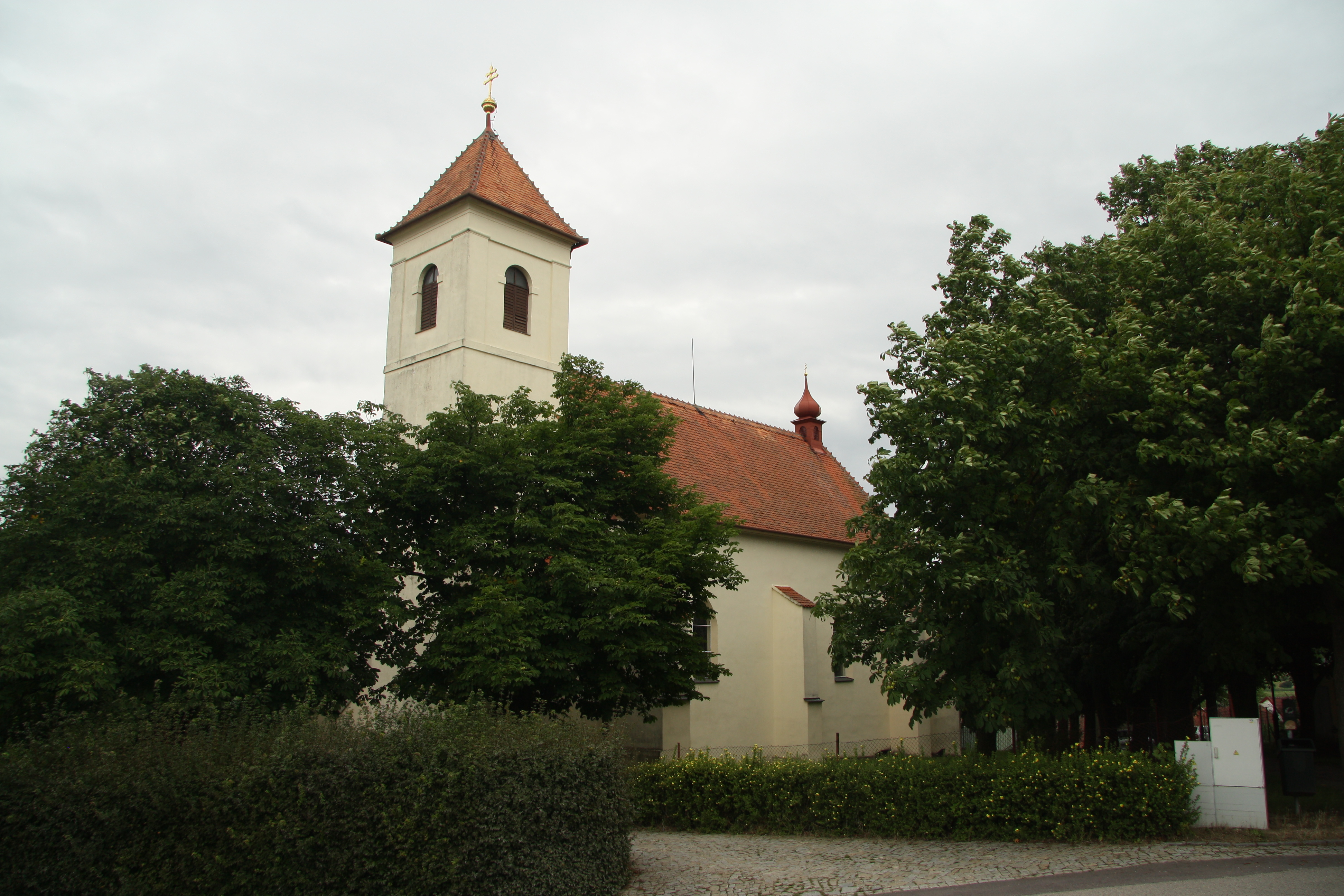
Kirche des hl. Prokop

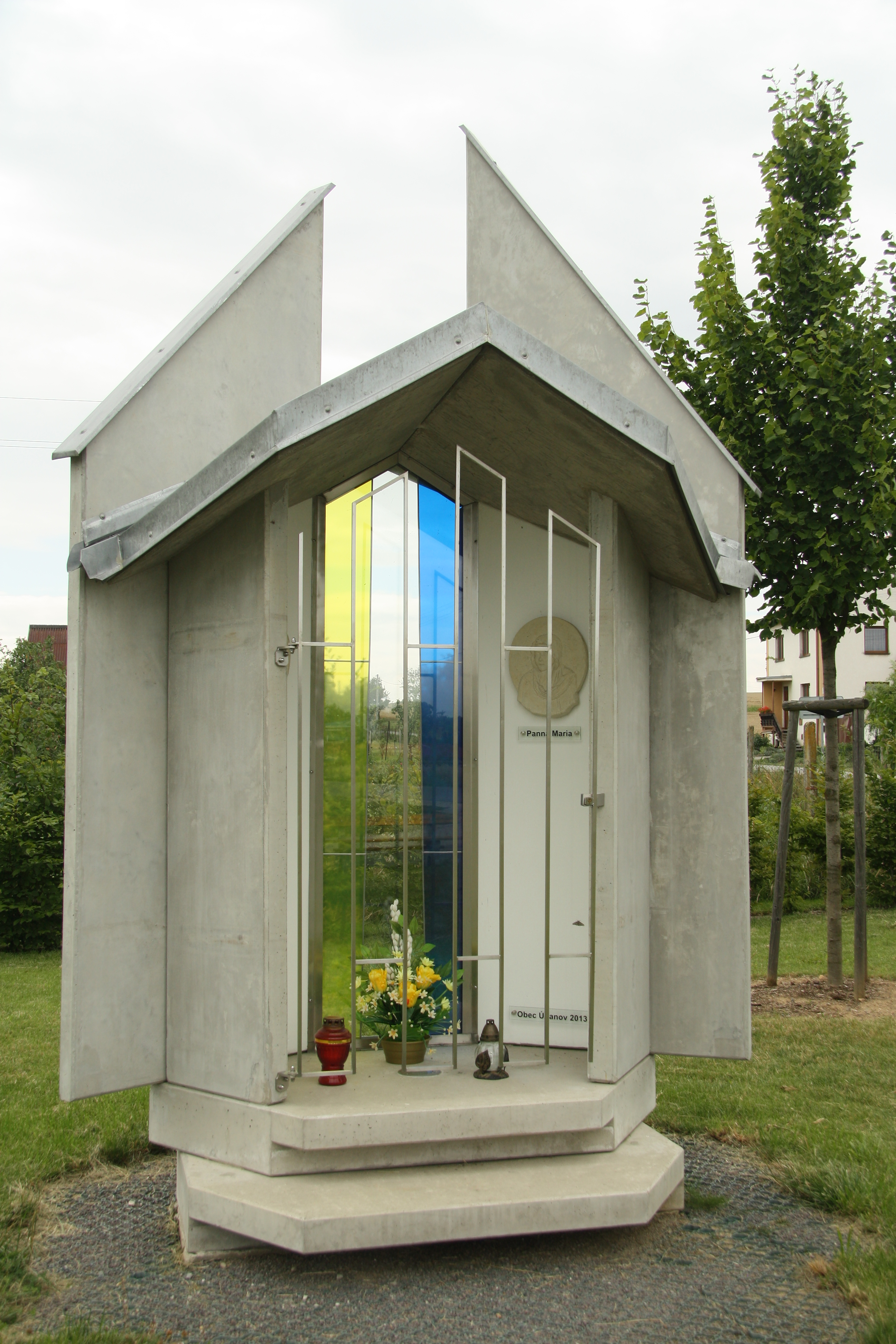
Kapelle Johannes Paul II.

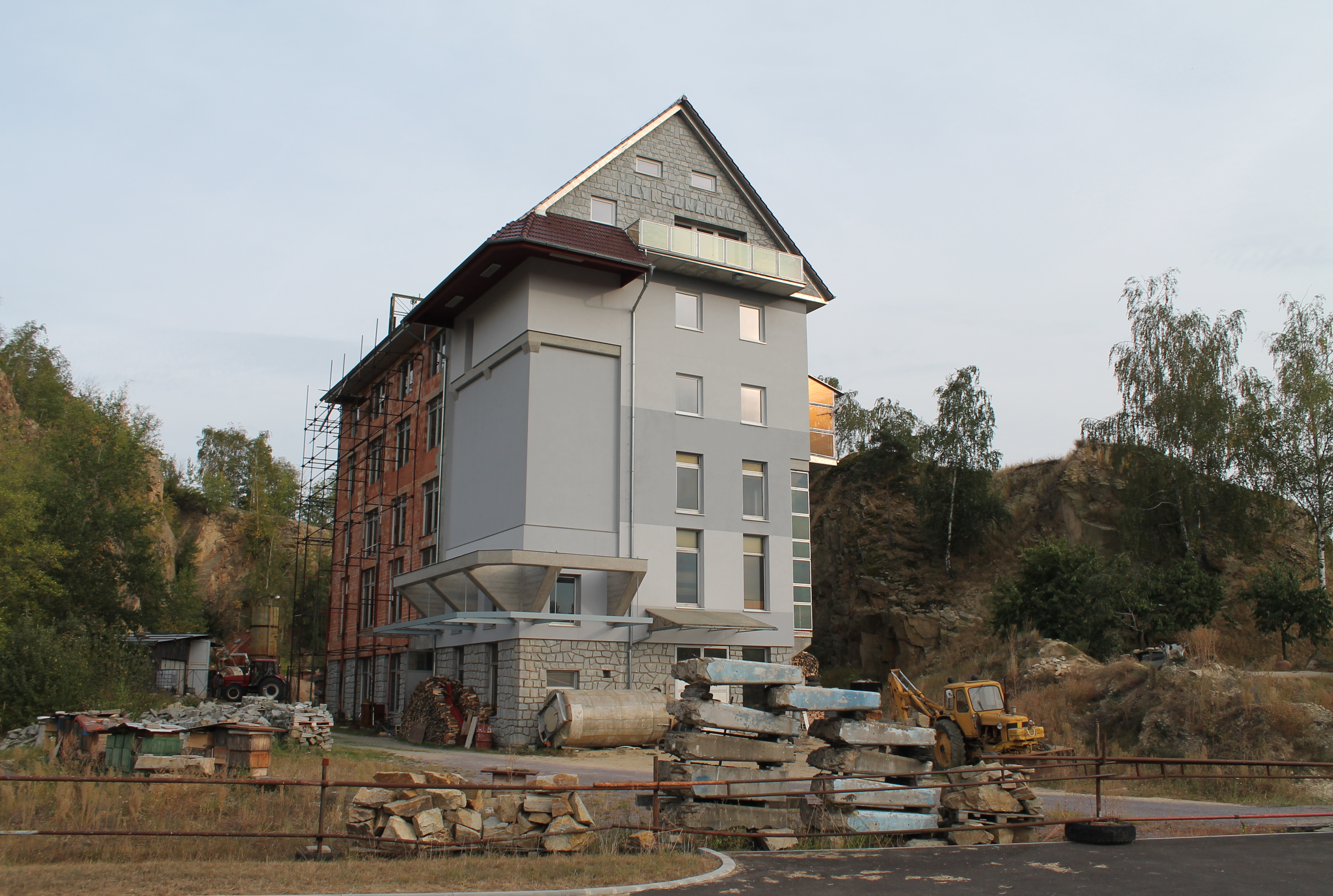
Mühle

Únanov (deutsch Winau) ist eine Gemeinde in Tschechien. Sie liegt fünf Kilometer nördlich von Znojmo und gehört zum Okres Znojmo. Volkstümlich wird das Dorf mit Hónanov bzw. Ounanov bezeichnet.

## Geographie
Únanov befindet sich im Tal des linken Quellbaches der Únanovka in der Jevišovická pahorkatina (Jaispitzer Hügelland). Östlich erhebt sich der Velký kopec (332 m n.m.), im Südosten der Deblínek (356 m n.m.), südlich der Únanovské návrší (325 m n.m.) sowie im Nordwesten der Příčník (360 m n.m.). Durch den Ort führt die Staatsstraße II/399 zwischen Znojmo und Hrotovice.
Nachbarorte sind Hlavatův Mlýn, Bábovec, Vevčice, Rudlice, Culpovec und Plaveč im Norden, Výrovice und Tvořihráz im Nordosten, Svatý Hubert, Kyjovice, Prosiměřice und Těšetice im Osten, Purkrábka im Südosten, Kuchařovice und Znojmo im Süden, Přímětice im Südwesten, Kasárna und Mramotice im Westen sowie Olbramkostel, Kravsko, Plenkovice und Hluboké Mašůvky im Nordwesten.

## Geschichte
Archäologische Funde belegen eine Besiedlung der Gegend seit der Jungsteinzeit. Der Boskovštejner Schuldirektor František Vildomec entdeckte bei Únanov zwei Knochengräber aus der Zeit um 2000 v. Chr.
Die erste urkundliche Erwähnung des Dorfes erfolgte im Jahre 1227, als König Ottokar I. Přemysl dem Bítover Burggrafen Peter zum Ausgleich für dessen Dienste bei der Erbauung und Befestigung der neuen Stadt Jemnice das Dorf Bojanovice und einen Hof in Vnenic schenkte. 1307 befreite König Heinrich von Kärnten die Stadt Znaim auf sechs Jahre von der Losunga, bewilligte das Recht zur Wahl eines Stadtrichters und erließ ihr die Zinsen für die beiden Höfe in Schallersdorf und Vnenic. Die erste Erwähnung der Kirche erfolgte 1346. Im Jahre 1353 schenkte Anna, die Frau des Smil von Senohrad ihr Wittum von drei Huben Land in Únanov ihrem Sohn Hartmann. Peter von Kunstadt und Jevišovice († 1407) überschrieb 1390 seiner Frau Eliška von Meziříčí 60 Schock Groschen von den Einkünften der Güter Střelice, Klučovice, Prosiměřice, Bojanovice und Únanov als Morgengabe.
Seit 1407 gehörte das Dorf Únanov fortwährend zur Herrschaft Jevišovice. Seit dem 15. Jahrhundert ist in Vnanow eine  Maut nachweislich. Während der Machtkämpfe zwischen König Georg von Podiebrad und Matthias Corvinus trat die Stadt Znaim auf Seiten von Matthias, der zu dieser Zeit mit einem starken Heer in Südmähren eingefallen war. Matthias entschädigte die Stadt daraufhin 1468 für die von seinen Reitern in den Znaimer Weinbergen und Feldern verursachten Schäden mit den von ihren nichtkatholischen Besitzern eingezogenen Dörfern Ober-Kaunitz, Hainitz, Medlitz, Rakwitz, Taikowitz, Przeskač und Plenkwitz sowie einigen Besitzungen in Mohelna und Únanov, je einem Hof in Dolní Ves und Praths sowie einer halben Mühle in Proßmeritz. Nachdem mit dem Tode von Georg Zajímač von Kunstadt der Familienzweig im Mannesstamme erloschen war, fielen die Güter seiner mit dem Oberstkämmerer Hynek Brtnický von Waldstein verheirateten Schwester Katharina zu. Diese setzte im Jahre 1600 ihren Vetter Karl II. von Münsterberg als Erben der Herrschaft ein. Ihm folgte 1617 sein Sohn Karl Friedrich von Münsterberg-Oels. In Folge des Dreißigjährigen Krieges erlosch die Pfarre um 1630, das Dorf war nachfolgend nach Jevišovice eingepfarrt. Mit dem Tod von Karl Friedrich von Münsterberg-Oels erlosch 1647 die Linie Münsterberg der Herren von Podiebrad, die Herrschaft fiel seinem Schwiegersohn Silvius Nimrod von Württemberg zu. Dieser trat die Herrschaft Jevišovice an Kaiser Ferdinand III. ab, um das Herzogtum Oels zu erhalten. 1649 kaufte der französische Marschall Jean-Louis Raduit de Souches die Herrschaft für 92.119 Rheinische Gulden. Nach dessen Tode im Jahre 1682 erbte sein jüngerer Sohn Karl Ludwig de Souches Jevišovice. 1686 errichtete er einen Familienfideikommiss, den sein Sohn Karl Joseph erbte. Dieser vererbte 1737 die Herrschaften Jevišovice und Plaveč seinen Töchtern Maria Anna und Maria Wilhelmina. Im Jahre 1743 kaufte Maria Wilhelminas Ehemann Johann Graf von und zu Ugarte die Herrschaft Jevišovice mit der Burg, dem Garten-Lusthaus und dem Städtchen Jevišovice sowie den Dörfern Střelice, Bojanovice, Černín, Vevčice, Únanov, Hluboké Mašůvky, Pavlice und den Pottaschehäusern für 206.000 Rheinische Gulden. 1755 stiftete Johann Graf Ugarte in Vnanow eine dem Dekanat Jevišovice unterstehende Lokalie. 1756 erbten Ugartes sechs unmündige Kinder den Besitz. Im Erbvergleich von 1774 erhielt der zweitälteste Sohn, Oberstkanzler Aloys Graf von Ugarte († 1817) die inzwischen mit einem Wert von 480.159 Rheinische Gulden dotierte Herrschaft, 1829 trat sein Neffe und Haupterbe Joseph Graf von Ugarte das Erbe an.
Im Jahre 1834 bestand das an der Bezirksstraße von Znaim nach Namiescht gelegene Dorf Winau bzw. Haunanow aus 108 Häusern mit 616 Einwohnern. Unter dem Patronat der Obrigkeit standen die Lokalkirche des hl. Prokop mit drei Altären sowie die Schule. Im Ort gab es außerdem einen obrigkeitlichen Meierhof. Winau war Pfarrort für Platsch. Bis zur Mitte des 19. Jahrhunderts blieb Winau der Allodialherrschaft Jaispitz untertänig.
Nach der Aufhebung der Patrimonialherrschaften bildete Únánov / Winau ab 1849 eine Gemeinde im Gerichtsbezirk Znaim. 1868 wurde die Gemeinde Teil des Bezirkes Znaim. Die tschechische Namensform Únanov wird seit den 1870er Jahren verwendet. 1897 kaufte der Wiener Bankier und Großgrundbesitzer Robert Simon Freiherr Biedermann von Túrony (ein Enkel von Michael Lazar Biedermann, 1849–1920) die Grundherrschaft Jaispitz. 1916 erwarb der Wiener Industrielle Wilhelm Ritter Ofenheim von Ponteuxin die Grundherrschaft Jaispitz. Am 1. September 1918 erfolgte im Dorf eine Demonstration für die Eigenständigkeit eines tschechischen Staates. Das überwiegend tschechischsprachige Dorf lag unmittelbar an der Sprachgrenze. Am 11. September 1938 beteiligten sich die Bewohner von Únanov an der Demonstration der Tschechen des Znaimer Bezirks gegen den erstarkenden Faschismus.
Nach dem Münchner Abkommen von 1938 blieb Únanov bei der Tschechoslowakei und wurde dem Okres Moravské Budějovice zugeordnet. Das Dorf befand sich bis 1945 an der Grenze zum Deutschen Reich. Nach Kriegsende kam die Gemeinde wieder zum Okres Znojmo zurück. Seit 2000 führt Únanov ein Wappen und Banner.
Südlich des Dorfes erstreckt sich bis über Přímětice hinaus bis zum Kühberg und der Znaimer Anhöhe eine Kaolin-Lagerstätte, die seit dem Ende des 19. Jahrhunderts bebaut wurde. Heute befinden sich dort mehrere abgesoffene Tagebaurestlöcher, eines davon ist als Naturdenkmal Kaolínka unter Schutz gestellt.

## Sehenswürdigkeiten
- Kirche des hl. Prokop, der ursprünglich spätgotische Bau ist seit 1346 nachweislich. Er wurde im Jahre 1699 barock umgestaltet und dabei der Kirchturm angebaut
- Friedhofskapelle des hl. Ignatius, erbaut 1834
- Burgruine Lapikus, nördlich des Dorfes über dem Tal des Plenkovský potok
- Naturdenkmal Kaolínka, abgesoffenenes Tagebaurestloch südlich von Únanov
- Naturdenkmal Losolosy, bewaldeter Grund westlich von Únanov
- Naturdenkmal Kopečky u Únánova, zwei Hangwiesen nordöstlich von Únanov